# Polyblastus gorodkovi
Polyblastus gorodkovi är en stekelart som beskrevs av Dmitriy R. Kasparyan 1973. Polyblastus gorodkovi ingår i släktet Polyblastus och familjen brokparasitsteklar. Inga underarter finns listade i Catalogue of Life.